# 詹姆斯·漢森 (橄欖球)
詹姆斯·漢森（英語：James Hanson；1988年9月15日—）是一位澳大利亞橄欖球運動員。他是澳大利亞國家橄欖球隊的一員，代表澳大利亞參加了2015年世界盃橄欖球賽。